# Alfred Richard Baxter-Cox
Alfred Richard Baxter-Cox, CBE, ED, avstralski arhitekt in general, * 7. september 1898, † 18. oktober 1958.
Baxter-Cox je pričel vojaško kariero kot navadni saper in se nato povzel do stalnega čina polkovnika in začasnega čina brigadirja.